# Debbie Ferguson
Debbie Ferguson-McKenzie (Nassau, 16 januari 1976) is een Bahamaanse sprintster, die is gespecialiseerd in de 100 en de 200 m. In deze disciplines werd ze meervoudig nationaal kampioene. Haar grootste prestaties leverde ze op de 4 x 100 m estafette, op welk onderdeel ze olympisch en wereldkampioene werd. In totaal nam ze vijfmaal deel aan de Olympische Spelen, aan de wereldkampioenschappen zelfs zevenmaal.

## Biografie

### Start
Ferguson studeerde succesvol af aan de University of Georgia, waar ze haar sportieve loopbaan startte. In 1993 won ze op zeventienjarige leeftijd een zilveren medaille op de 200 m bij de Pan-Amerikaanse jeugdkampioenschappen in Cali. In 1997 won ze goud op de 100 m in San Juan.
Op de wereldkampioenschappen van 1999 in Sevilla veroverde Debbie Ferguson goud op de 4 x 100 m estafette. Haar teamgenotes bij die gelegenheid waren Sevatheda Fynes, Chandra Sturrup en Pauline Davis-Thompson. In 2001 won ze een zilveren medaille op de 200 m tijdens de WK in Edmonton, Canada. Haar grootste succes behaalde ze in 2002 bij de Gemenebestspelen door driemaal goud te winnen. Ze deed dit op de 100 m, de 200 m en de 4 x 100 m estafette.

### Olympisch goud
Op de Olympische Spelen van 2000 in Sydney maakte Ferguson deel uit van de Bahamaanse estafetteploeg, die verder bestond uit Sevatheda Fynes, Chandra Sturrup en Pauline Davis. Ze versloegen de ploegen van Jamaica (zilver) en Amerika (brons) en wonnen goud in 41,95 s. Vier jaar later op de Olympische Spelen van Athene won ze een bronzen medaille op de 200 m individueel achter de Jamaicaanse Veronica Campbell (goud) en de Amerikaanse Allyson Felix (zilver). Op de 100 m werd ze zevende en op de 4 x 100 m estafette vierde.
In 2006 won Debbie Ferguson-McKenzie bij de IAAF wereldbekerwedstrijd in Athene een gouden medaille op de 4 x 100 m estafette met haar teamgenotes Aleen Bailey, Cydonie Mothersill, Sherone Simpson. Op de Memorial Van Damme 2006 werd ze tweede op de 200 m in 22,93. Een jaar later werd ze op het WK in Osaka zowel op de 100 als de 200 m uitgeschakeld in de halve finale. Op de Olympische Spelen van 2008 in Peking droeg ze tijdens de openingsceremonie de vlag namens het Bahamaanse team. In de finale van zowel de 100 m als de 200 m behaalde ze een zevende plaats.

### Zevende WK-deelname
In 2009 was Debbie Ferguson-McKenzie voor de zevende keer aanwezig op een wereldkampioenschap; ze miste sinds 1995 alleen de WK in 2005. In Berlijn toonde zij aan, dat er desondanks nog steeds rekening met haar dient te worden gehouden. Want op alle drie de nummers waaraan zij deelnam, bereikte zij de finale en op twee ervan veroverde zij opnieuw eremetaal. Op de 100 m werd ze de finale zesde in 11,05, op de 200 m finishte ze achter Allyson Felix (eerste in 22,02) en Veronica Campbell-Brown (tweede in 22,35) als derde in 22,41 en op de 4 x 100 m estafette liep zij samen met Sheniqua Ferguson, Chandra Sturrup en Christine Amertil achter Jamaica (eerste in 42,06) zelfs naar het zilver in 42.29.
Op de Olympische Spelen van 2012 in Londen nam ze deel aan de 100 m en de 200 m. Op de 100 m werd ze uitgeschakeld in de series met een tijd van 11,32. Ook op de 200 m kwam ze niet verder dan de series en werd met 23,49 uitgeschakeld.
Debbie Ferguson trouwde in 2005 met zakenman Adrian McKenzie.

## Titels
- Olympisch kampioene 4 x 100 m - 2000
- Wereldkampioene 4 x 100 m - 1999
- Centraal-Amerikaans en Caribisch kampioene 100 m - 1997
- Bahamaans kampioene 100 m - 1999, 2001, 2002, 2004, 2006
- Bahamaans kampioene 200 m - 1999, 2000, 2001, 2002, 2003, 2004, 2006
- NCAA-kampioene 100 m - 1998
- NCAA-kampioene 200 m - 1998
- NCAA-indoorkampioene 60 m - 1999
- NCAA-indoorkampioene 200 m - 1996
- Centraal-Amerikaans en Caribisch jeugdkampioene 100 m - 1992, 1994
- Centraal-Amerikaans en Caribisch jeugdkampioene 200 m - 1992

## Persoonlijke records
Outdoor
| Onderdeel | Prestatie | Datum        | Plaats      |
| --------- | --------- | ------------ | ----------- |
| 100 m     | 10,91 s   | 27 juli 2002 | Manchester  |
| 200 m     | 22,19 s   | 3 juli 1999  | Saint-Denis |
| 400 m     | 53,30 s   | 2001         |             |

Indoor
| Onderdeel | Prestatie | Datum            | Plaats       |
| --------- | --------- | ---------------- | ------------ |
| 55 m      | 6,71 s    | 21 februari 1999 | Gainesville  |
| 60 m      | 7,20 s    | 14 februari 2004 | Fayetteville |
| 100 m     | 11,34 s   | 7 februari 2000  | Tampere      |
| 200 m     | 22,91 s   | 13 februari 2000 | Liévin       |

## Palmares

### 100 m
Kampioenschappen
- 1991:  Carifta Games <17 jr. - 11,89 s
- 1992:  Carifta Games <17 jr. - 11,79 s
- 1992:  Centraal-Amerikaanse en Caribische jeugdkamp. - 12,0 s
- 1993:  Carifta Games <20 jr. - 11,79 s
- 1994:  Carifta Games <20 jr. - 11,58 s
- 1994: 5e WLK - 11,48 s
- 1994:  Centraal-Amerikaanse en Caribische kamp. - 11,29 s
- 1994:  Centraal-Amerikaanse en Caribische jeugdkamp. - 11,1 s
- 1995:  Pan-Amerikaanse jeugdkamp. - 11,58 s
- 1995:  Carifta Games <20 jr. - 11,35 s
- 1997:  Centraal-Amerikaanse en Caribische kamp. - 11,29 s
- 2000: 4e Grand Prix Finale - 11,22 s
- 2000: 7e OS - 11,29 s
- 2001: 5e WK - 11,13 s
- 2002:  Grand Prix Finale - 10,97 s
- 2002:  Gemenebestspelen - 10,91 s
- 2004: 7e OS - 11,16 s
- 2004: 6e Wereldatletiekfinale - 11,24 s
- 2006: 7e Wereldatletiekfinale - 11,26 s
- 2008: 7e OS - 11,19 s
- 2008: 8e Wereldatletiekfinale - 11,25 s
- 2009: 6e WK - 11,05 s (11,03 s in ½ fin.)
- 2009: 6e Wereldatletiekfinale - 11,24 s
- 2012: 5e in serie OS - 11,32 s
- 2013: 7e Centraal-Amerikaanse en Caribische kamp. - 11,85 s

Golden League-podiumplekken
- 2000:  Memorial Van Damme – 11,11 s
- 2001:  Golden Gala – 11,17 s
- 2001:  Herculis – 11,06 s
- 2002:  ISTAF – 11,20 s
- 2003:  Bislett Games – 11,08 s
- 2004:  Meeting Gaz de France – 11,11 s
- 2004:  Weltklasse Zürich – 11,07 s
- 2004:  ISTAF – 11,14 s
- 2006:  Bislett Games – 11,22 s
- 2006:  Meeting Gaz de France – 11,16 s
- 2006:  ISTAF – 11,24 s
- 2008:  Memorial Van Damme – 11,32 s
- 2009:  Weltklasse Zürich – 11,04 s

### 200 m
Kampioenschappen
- 1991:  Carifta Games <17 jr. - 24,86 s
- 1992:  Carifta Games <17 jr. - 23,97 s
- 1992:  Centraal-Amerikaanse en Caribische jeugdkamp. - 24, 2
- 1993:  Pan-Amerikaanse jeugdkamp. - 23,85 s
- 1993:  Centraal-Amerikaanse en Caribische kamp. - 23,32 s
- 1994:  Centraal-Amerikaanse en Caribische jeugdkamp. - 23,8 s
- 1994:  Carifta Games <20 jr. - 23,53 s
- 1994: 4e WJK - 23,59 s
- 1995:  Pan-Amerikaanse jeugdkamp. - 23,44 s
- 1995:  Carifta Games <20 jr. - 23,17 s
- 1999:  Pan-Amerikaanse Spelen - 22,83 s
- 1999: 5e WK - 22,28 s
- 2000: 4e OS - 22,37 s
- 2001:  Goodwill Games - 22,80 s
- 2001:  Grand Prix Finale - 23,00 s
- 2001:  WK - 22,52 s
- 2002:  Wereldbeker - 22,49 s
- 2002:  Gemenebestspelen - 22,20 s
- 2004:  OS - 22,30 s
- 2004:  Wereldatletiekfinale - 22,66 s
- 2006: 4e Wereldatletiekfinale - 22,58 s
- 2007:  Wereldatletiekfinale - 22,74 s
- 2008: 7e OS - 22,61 s
- 2008: 4e Wereldatletiekfinale - 22,89 s
- 2009:  WK - 22,41 s (22,24 s in ½ fin.)
- 2009: 4e Wereldatletiekfinale - 22,45 s
- 2011: 6e WK - 22,96 s
- 2012: 7e in serie OS - 23,49 s

Golden League-podiumplekken
- 1999:  Memorial Van Damme – 22,48 s
- 1999:  ISTAF – 22,55 s
- 2001:  Memorial Van Damme – 22,69 s
- 2002:  Memorial Van Damme – 22,58 s
- 2003:  Golden Gala – 22,65 s
- 2004:  Meeting Gaz de France – 22,74 s
- 2006:  Memorial Van Damme – 22,93 s
- 2007:  ISTAF – 23,07 s
- 2008:  Memorial Van Damme – 22,79 s

Diamond League-podiumplekken
- 2010:  Bislett Games – 22,89 s
- 2010:  Meeting Areva – 22,62 s
- 2010:  Aviva London Grand Prix – 22,88 s
- 2011:  Golden Gala – 22,76 s
- 2011:  Athletissima – 22,93 s

### 400 m
- 1992:  Carifta Games <17 jr. - 54,68 s

### 4 x 100 m estafette
- 1995: 4e WK - 43,14 s
- 1997: 6e WK - 42,77 s
- 1999:  WK - 41,92 s
- 2000:  OS - 41,95 s
- 2002:  Gemenebestspelen - 42,44 s
- 2002:  Wereldbeker - 41,91 s
- 2004: 4e OS - 42,69 s
- 2006:  Wereldbeker - 42,26 s
- 2009:  WK - 42,29 s
- 2013:  Centraal-Amerikaanse en Caribische kamp. - 44,08 s
- 2013: DQ in series WK

### vijfkamp
- 1990:  Centraal-Amerikaanse en Caribische jeugdkamp. - 3015 p

1928: Rosenfeld, Smith, Bell, Cook ·
1932: Carew, Furtsch, Rogers, Von Bremen ·
1936: Bland, Rogers, Robinson, Stephens ·
1948: Stad-de Jong, Witziers-Timmer, van der Kade-Koudijs, Blankers-Koen ·
1952: Faggs, Jones, Moreau, Hardy ·
1956: Strickland, Croker, Mellor, Cuthbert ·
1960: Hudson, Williams, Jones, Rudolph ·
1964: Ciepły, Kirszenstein, Górecka, Kłobukowska ·
1968: Ferrell, Bailes, Netter, Tyus ·
1972: Krause, Mickler-Becker, Richter, Rosendahl ·
1976: Oelsner, Stecher, Bodendorf, Eckert ·
1980: Müller, Wöckel, Auerswald, Göhr ·
1984: Brown, Bolden, Cheeseborough, Ashford ·
1988: Brown, Echols, Griffith-Joyner, Ashford ·
1992: Ashford, Jones, Guidry, Torrence ·
1996: Devers, Miller, Gaines, Torrence ·
2000: Fynes, Sturrup, Davis, Ferguson ·
2004: Lawrence, Simpson, Bailey, Campbell ·
2008: Borlée, Mariën, Ouédraogo, Gevaert ·
2012: Madison, Felix, Knight, Jeter ·
2016: Madison, Felix, Gardner, Bowie ·
2020: Williams, Thompson-Herah, Fraser-Pryce, Jackson ·
2024: Jefferson, Terry, Thomas, Richardson
1983 Marita Koch ·
1987 Silke Gladisch ·
1991 Katrin Krabbe ·
1993 Merlene Ottey ·
1995 Merlene Ottey ·
1997 Zjanna Block ·
1999 Inger Miller ·
2001 Debbie Ferguson ·
2003 Anastasia Kapatsjinskaja ·
2005 Allyson Felix ·
2007 Allyson Felix ·
2009 Allyson Felix ·
2011 Veronica Campbell-Brown ·
2013 Shelly-Ann Fraser-Pryce ·
2015 Dafne Schippers ·
2017 Dafne Schippers ·
2019 Dina Asher-Smith ·
2022 Shericka Jackson ·
2023 Shericka Jackson
1983 Gladisch, Koch, Auerswald, Göhr · 
1987 Brown, Williams, Griffith-Joyner, Marshall · 
1991 Duhaney, Cuthbert, McDonald, Ottey · 
1993 Bogoslovskaja, Maltsjoegina, Voronova, Privalova · 
1995 Mondie-Milner, Guidry-White, Gaines, Torrence · 
1997 Gaines, Jones, Miller, Devers · 
1999 Fynes, Sturrup, Davis-Thompson, Ferguson · 
2001 Paschke, G. Rockmeier, B. Rockmeier, Wagner · 
2003 Girard, Hurtis-Houairi, Félix, Arron · 
2005 Daigle, Lee, Barber, Williams · 
2007 Williams, Felix, Barber, Edwards · 
2009 Facey, Fraser, Bailey, Stewart · 
2011 Knight, Felix, Myers, Jeter · 
2013 Russell, Stewart, Calvert, Fraser-Pryce · 
2015 Campbell-Brown, Morrison, Thompson, Fraser-Pryce · 
2017 Brown, Felix, Akinosun, Bowie · 
2019 Whyte, Fraser-Pryce, Smith, Jackson · 
2022 Jefferson, Steiner, Prandini, Terry · 
2023 Davis, Terry, Thomas, Richardson
- World Athletics: 14270639
- Library of Congress Control Number: nb2017015357
- Virtual International Authority File: 1565150172654900180008
- WorldCat: E39PBJhCHWpwXRRg9KtJdycwYP